# Alexandre-Étienne Choron (Koch)

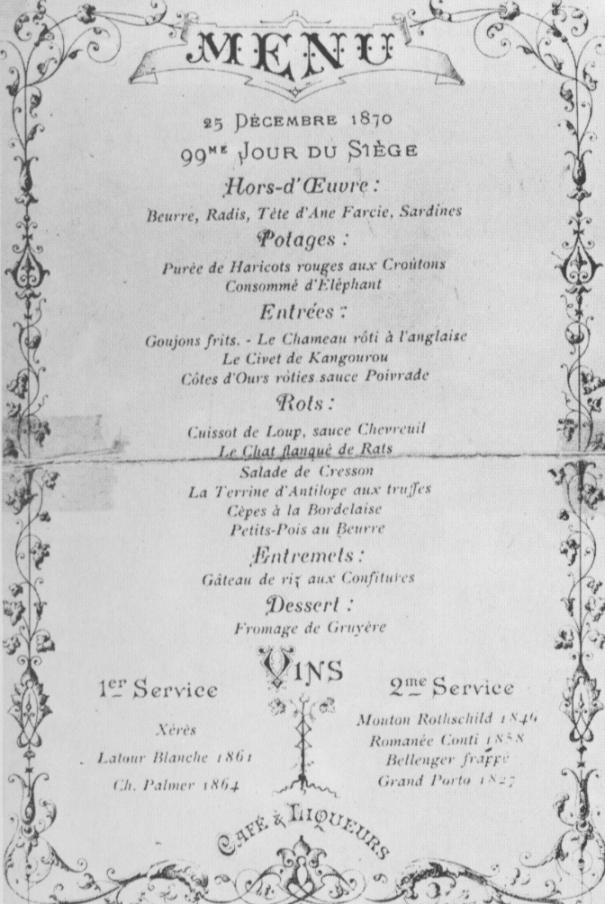
Menü-Karte mit exotischen Gerichten Chorons, Weihnachten 1870

Alexandre-Étienne Choron (* 1837 in Caen; † 1924 im Département Calvados) war ein französischer Koch.

## Karriere
Er war Chef des berühmten Restaurants Voisin. Bekannt wurde er durch seine Erfindung der
Sauce Choron, einer Abwandlung der Sauce béarnaise auf Tomatenbasis.

Er wurde auch durch die Zubereitung von exotischen Gerichten aus Elefantenfleisch, wie z. B. Elefantenrüssel (Trompe d’éléphant à la sauce chasseur), Consommé auf der Basis von Elefantenfleisch, Kängururagout (Civet de Kangourou) oder Terrine von der Antilope mit Trüffeln (Terrine d’antilope aux truffes) bekannt. Die Erstellung dieser exotischen Gerichte war durch die Nahrungsmittelknappheit anlässlich der Belagerung von Paris durch die preußische Armee im Jahr 1870 bedingt. Man griff deshalb auch auf die Tiere der Pariser Zoos zurück. Am 31. Dezember 1870 wurden Teile der beiden prominenten Elefanten Castor und Pollux im Voisin verspeist.